# 武者小路実光
武者小路 実光（むしゃこうじ さねみつ、1910年1月5日 - 1995年4月29日）は、フランス文学者。東京大学名誉教授。

## 来歴
子爵武者小路公共の長男として東京に生まれる。1916年、学習院初等科に入学。1932年東京帝国大学仏文科卒。東京大学教養学部助教授、教授、1971年定年退官、獨協大学教授。1987年東京大学名誉教授。
異母弟に武者小路公秀、叔父に武者小路実篤、祖父に武者小路実世、外祖父に毛利元徳がいる。

## 翻訳
- アンドレ・ヂイド『ドストエフスキー』小西茂也共訳 日向堂 1930
- アンドレ・ヂイド『下手に繋がれたプロメテ』日向堂 1930
- 『アナトオル・フランス短篇小説全集 第4巻』「ジャン・マルト」「トマ氏」白水社 1939
- シャルル・デュ・ボス『アンドレ・ジイド』弘文堂書房 世界文庫 1940
- ヂョルヂュ・ルオー『我が回想』甲鳥書林 1943
- 『ディドロ著作集 第4巻 私の古い部屋に対する愛惜』八雲書店 1948
- アラン『プラトンに関する十一章』日本社 1948
- アラン『暴力の敗退』創元社 1949
- ルネ・ラルウ『フランス詩の歩み』小松清共訳 白水社・文庫クセジュ 1955
- ジョルジュ・ルオー『芸術と人生』座右宝刊行会 1976

## 共編著
- スタンダード佛和辞典（大修館書店 1957）

鈴木信太郎、渡辺一夫、中平解、朝倉季雄、家島光一郎、三宅徳嘉、松下和則・田島宏と